# Fémina Sport Paris
Fémina Sport Paris war ein überaus erfolgreicher Frauenfußballverein aus Frankreichs Hauptstadt Paris. An seiner Geschichte zwischen den Weltkriegen lässt sich die frühe Entwicklung des Frauenfußballs beispielhaft zeigen.
Gegründet wurde der Klub 1911 als Gymnastikverein; über ein Fußballspiel zweier Mannschaften von Fémina Sport am 30. September 1917 existiert ein Pressebericht in L’Auto, dem Vorgänger von L’Équipe, Anfang Oktober desselben Jahres. Fémina Sport war der einzige französische Frauenverein, der ein eigenes Fußballspielfeld (das Stade Élisabeth in Paris) besaß. Ende 1937 löste der Klub sich wieder auf.

## Gesellschaftliche Rahmenbedingungen des Frauensports
Die Zeit um den Ersten Weltkrieg war auch in Frankreich geprägt vom patriarchalischen Frauenbild des 19. Jahrhunderts; breit getragene Forderungen nach gleichem Lohn für gleiche Arbeit, Öffnung aller Bildungseinrichtungen, Frauenwahlrecht und vollständiger gesellschaftlicher Gleichberechtigung waren erst im Entstehen begriffen und zudem überwiegend noch auf die urbane Intelligentia beschränkt. Dies wirkte sich natürlich auch auf den Sport aus; selbst die Einrichtung von Gymnastikabteilungen wurde verbreitet abgelehnt, was unter anderem auch mit der angeblich dafür ungeeigneten körperlichen Konstitution der Frauen begründet wurde.
Zwei Zitate mögen dies veranschaulichen:
- „Mutterschaft ist auch ein Sport, sogar der wahre Sport der Frau, der erhabenste und geheiligteste!“ (R. Miles, 1894)
- „Wenn Frauen schon Fußball spielen oder boxen wollen, sei es ihnen freigestellt, vorausgesetzt, dies findet ohne Zuschauer statt; denn Zuschauer solcher Wettkämpfe kommen bestimmt nicht, um Sport zu sehen.“ (Pierre de Coubertin noch 1928)

Bei den Olympischen Spielen durften Frauen, gerade auch gegen den erbitterten Widerstand de Coubertins, nur wenige Sportarten betreiben: 1900 Golf und Tennis, 1904 Bogenschießen, 1908 Tennis, Bogenschießen und Eislauf, 1912 kam Schwimmen dazu. Dies führte zur Abhaltung eigener „Frauenolympiaden“ (1922 im Stade Pershing von Paris mit Teilnehmerinnen aus 5 Ländern und 1926 in Göteborg mit Sportlerinnen aus 10 Ländern).
Dennoch wuchs die Zahl junger Französinnen, die sich nicht davon abhalten lassen wollten, sich in verschiedensten Sportarten – und dabei eben auch im Fußball – zu betätigen. Wie in den fußballerischen „Kinderjahren“ die Männer, betrieben auch etliche Frauen damals noch mehrere Sportdisziplinen nebeneinander: von den Fémina-Fußballerinnen hatte beispielsweise Suzanne Liébrard auch an Weitsprung-, Lauf- und Speerwurfwettbewerben durchaus erfolgreich teilgenommen, andere turnten oder boxten.
1917 trugen die Frauen von Fémina Sport entweder vereinsinterne Spiele aus oder maßen sich (praktisch jeden Sonntag) mit Schul- und Jugendmannschaften, also mit jungen Männern. Das änderte sich ab 1918, als, zuerst in Paris, weitere Frauenvereine bzw. -mannschaften entstanden: dazu zählten En Avant, Cercle Sportive, Académia, AS de la Seine, Les Sportives, Association Féminine und Stade Français. 1918/19 kamen Vereine in Reims, Rouen, Lille, Toulouse und Marseille sowie neue Pariser Klubs wie US Clodoaldienne dazu, in den 20er Jahren auch in Bordeaux und weiteren Orten. Sogar in Frankreichs nordafrikanischen Kolonialgebieten spielten Frauen – allerdings keine Musliminnen, sondern solche aus christlichen und jüdischen Einwandererfamilien – organisiert Fußball.

## Frauenfußballverbände
Bereits 1913/14 hatte das Comité Français Interfédéral, also der Dachverband der damals konkurrierenden vier Männer-Fußballverbände, den Beitritt von Frauenvereinen abgelehnt. Auch der einheitliche französische Fußballverband FFF weigerte sich nach seiner Gründung (1919), Vereine wie Fémina Sport und andere aufzunehmen.
Seit 1912 bestand (neben den Männersportverbänden) die Union Française des Sociétés de Gymnastique Féminines; da die UFSGF jedoch keine kickenden, radfahrenden und andere „unweibliche“ Sportarten betreibenden Frauen aufnehmen wollte, gründeten diese auf Betreiben von Fémina Sport 1917 die Fédération des Sociétés Féminines Sportives de France (FSFSF), die sich ab 1922 FFSF nannte, allerdings 1933, parallel zum Niedergang des Frauenfußballs, ihre Fußballsektion auflöste. Bei der daraufhin erfolgenden Gründung der Ligue Féminine de Football Association war erneut Fémina Sport die treibende Kraft; aus diesem neuen Verband (ab 1934 in Fédération Française de Football Féminin umbenannt) entstand 1936 schließlich die Fédération Française d'Athlétisme Féminin (FFAF) als sportartenübergreifende Organisation. Der ab etwa 1930 einsetzende Niedergang des Frauenfußballs war dadurch aber nicht mehr aufzuhalten. Erst in der 2. Hälfte der 1960er Jahre entstand der Frauenfußball, in Frankreich wie in anderen Ländern, neu.

## FSP, die Französische Meisterschaft und der Pokalwettbewerb

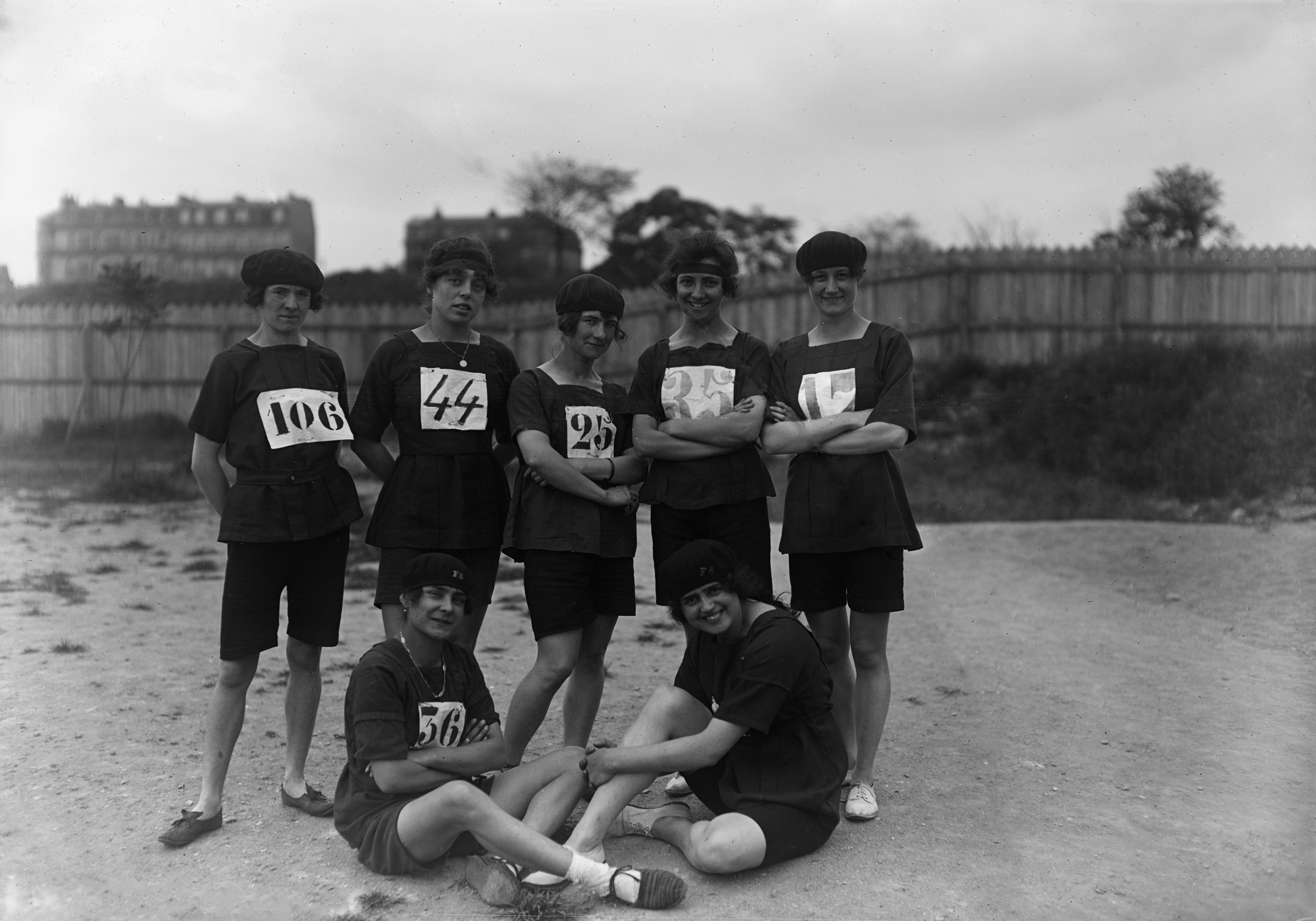
Einige Aktive von Fémina Sport (1920)

Die erste* französische Frauenmeisterschaft unter Federführung der FSFSF (1919) bestand lediglich aus zwei Spielen: Fémina Sport holte den Titel gegen En Avant Paris mit 2:0 und 0:0. Im Jahr 1920 kam Académia dazu; das wegen Punktgleichheit erforderliche Finale gewann En Avant gegen Fémina Sport mit 1:0. Ab 1921 wuchs die Teilnehmerzahl ständig, so dass in den einzelnen Regionen Frankreichs zunächst lokale Meisterschaften ausgetragen wurden, deren Siegerteams dann in einer Endrunde die Landesmeisterinnen ermittelten; 1921 war es erneut En Avant (erstmals im Finale gegen eine Frauschaft aus der Provinz, die Sportives de Reims) und 1922 Les Sportives Paris, die die nächsten französischen Titel holten. Fémina Sport gelang sein zweiter Titelgewinn 1923 (4:0-Endspielsieg gegen Reims), und damit begann eine einzigartige Erfolgsserie: bis zur letzten Meisterschaft (1932) hatte FSP jedes Jahr die Nase vorn.
* Ob bereits 1918 eine Meisterschaft stattgefunden hat, ist zwischen den beiden unten genannten Quellen strittig.
Auch aus dem bald eingeführten Frauen-Pokalwettbewerb (1920–1921 Coupe de l'Encouragement, auf Deutsch „Ermutigungspokal“; 1922–1926 als Coupe La Française fortgeführt) ging Fémina dreimal als Gewinner hervor.
So konnte es nicht verwundern, dass zahlreiche Spielerinnen von Fémina Sport auch Berücksichtigung bei internationalen und Länderspielen fanden: die erste französische Auswahl, die im Mai 1920 in England vier Wohltätigkeitsspiele gegen britische Firmen- und Vereinsmannschaften (jeweils vor 20.000 bis 40.000 Zuschauern), darunter die Dick Kerr’s Ladies, austrug, bestand aus neun Frauen von FSP, sieben von En Avant und einer von Les Sportives. Das erste echte Länderspiel (Februar 1924 in Brüssel, 2:1 gegen Belgien) sah ebenfalls mehrheitlich Fémina-Spielerinnen in den blauen Nationaltrikots.

## Niedergang des Frauenfußballs, das Ende von Fémina Sport
Bedingt war das Ende des frühen Frauenfußballs durch mehrere Faktoren:
- die anhaltende Ablehnung des Frauenfußballs in weiten Kreisen der französischen Gesellschaft
- in der Provinz mangelte es teilweise an Gegnerinnen und somit an Spielpraxis (Reims beispielsweise wurde mehrfach Regionalmeister der Champagne, ohne ein einziges Punktspiel auszutragen)
- nur Fémina Sport besaß einen eigenen Sportplatz, während anderen Frauenvereinen immer seltener oder nur zu unmöglichen Zeiten auf dem Gelände eines Männervereins antreten durften
- nachlassendes öffentliches Interesse bei Zuschauern und Medien
- mit Einsetzen der Weltwirtschaftskrise strichen Staat und Sportdachverbände den Frauen sämtliche finanziellen Zuschüsse, so dass auch deswegen der Spielbetrieb außerhalb von Paris ab 1928 nicht mehr aufrechtzuerhalten war (Ausnahme: Marseille, wo Olympique bis 1932/33 eine Frauenmannschaft unterhielt)
- der Fußball stand mit anderen Freizeitnutzungen junger Frauen in Konkurrenz, so dass es den Vereinen zunehmend an Nachwuchs fehlte

Deshalb wurde ab 1933 auch kein französischer Meister mehr ermittelt.
Hatten in der Saison 1928/29 noch zwölf Vereine an der Pariser Stadtmeisterschaft (Championnat de Paris) teilgenommen, waren es 1931/32 nur noch acht und 1936/37 nur noch sieben. In den 30er Jahren spielten deswegen zusätzlich auch Féminas 2. und 3. Mannschaft in dieser Runde mit. Aber das konnte das Ende des Spielbetriebs sowie, darauf basierend, letztlich die Auflösung (Jahreswechsel 1937/38) des leistungsorientierten und bis heute erfolgreichsten französischen Frauenfußballvereins auch nicht mehr aufhalten.

## Erfolge des Vereins
- Französischer Meister der FSFSF: (evtl. 1918 – s. o.), 1919, 1923, 1924, 1925, 1926, 1927, 1928, 1929, 1930, 1931, 1932
- Französischer Pokalsieger der FSFSF: 1921, 1923, 1926

Diese Titel werden von der FFF, die selbst erst seit Mitte der 1970er Jahre Frauenfußball mit landesweiten Meisterschaften organisiert, nicht als offizielle Meisterschaften gezählt.